# San José de los Remates
San José de los Remates é um município da Nicarágua, situado no departamento de Boaco. Tem 280 km² de área e sua população em 2020 foi estimada em 8.518 habitantes.